# Il tesoro di Matecumbe
Il tesoro di Matecumbe (Treasure of Matecumbe) è un film del 1976 diretto da Vincent McEveety.